# Jávor (település)
Jávor (ukránul: Ялове (Jalove)) település Ukrajnában, Kárpátalján, a Munkácsi járásban.

## Fekvése
Volóctól északra fekvő település.

## Nevének eredete
Neve szláv eredetű, víznévből keletkezett. Valószínű, hogy a falu határában már a 19. században említett Jalova patakról vette nevét, a Jávor névalak ennek az elírásából eredhet.

## Története
Jávor nevét 1543-ban említette először oklevél Jalowa néven.
1648-ban Jalova, 1773-ban Jalova, 1913-ban Jávor néven írták.
A település a mai Jávor nevét 1904-ben kapta, az országos helynévrendezéskor.
1910-ben 133 ruszin görögkatolikus lakosa volt.
A trianoni békeszerződés előtt Bereg vármegye Alsóvereczkei járásához tartozott.

## Nevezetességek
- Görögkatolikus fatemploma